# Kasparas Adomaitis
Kasparas Adomaitis (* 29. Juni 1983 in Vilnius) ist ein litauischer liberaler Politiker. Von 2020 bis 2024 war er Seimas-Mitglied.

## Leben
Nach dem Abitur an der Mittelschule  in der litauischen Hauptstadt Vilnius  schloss Kasparas Adomaitis 2004 sein Studium an der Stockholm School of Economics in Riga mit einem Bachelor-Abschluss in Betriebswirtschaftslehre und Volkswirtschaftslehre ab. Dann absolvierte er 2007 das Bachelorstudium der Psychologie und 2011 das Masterstudium der vergleichenden Politik an der Universität Vilnius. Von 2011 bis 2020 arbeitete er als Analytiker beim  britischen Marktforschungsunternehmen  Euromonitor International in Vilnius. Von 2015 bis 2020 war er Mitglied im Rat der Stadtgemeinde Vilnius.
Bei der Parlamentswahl in Litauen 2020 war er Kandidat der Laisvės partija. Im 13. Seimas war er Mitglied des Ausschusses für Umweltschutz.
Kasparas Adomaitis ist verheiratet und hat drei Kinder.